# Stenoma catharmosta
Stenoma catharmosta es una especie de polilla del género Stenoma, orden Lepidoptera.
La envergadura es de 16 a 19 mm. Las alas anteriores son de un color ocre rosado claro, con una mancha redondeada e irregular de una mezcla oscura negruzca que se extiende a lo largo del dorso desde un cuarto hasta tres cuartos, alcanzando la mitad del ala. El segundo estigma discal es negruzco, y hay una serie fuertemente curvada de puntos negruzcos desde dos tercios de la costa hasta el tornus, con una indentación por encima del medio, así como una serie de puntos marginales negruzcos alrededor de la parte posterior de la costa y el termen. Las alas posteriores son de color gris claro, salpicadas con escamas pilosas de color negruzco.
Fue descrita científicamente por Meyrick en 1915.

## Distribución
Se distribuyen en Guyana y Surinam.